# Tréméoc
Tréméoc (tiếng Breton: Tremeog) là một xã của tỉnh Finistère, thuộc vùng Bretagne, miền tây bắc Pháp.

## Dân số
Người dân ở Tréméoc được gọi là Tréméocois.